# 후안 데 푸카 해협

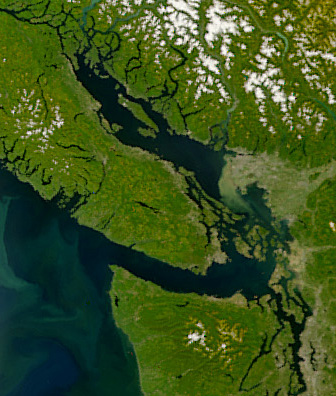
후안 데 푸카 해협 위성 사진

후안 데 푸카 해협(Strait of Juan de Fuca)은 미국 워싱턴주 북서부와 캐나다 브리티시컬럼비아주 사이에 놓인 해협으로 길이는 154km며 미국-캐나다 국경의 일부를 이룬다. 1592년에 스페인 탐험가들과 같이 아니안 해협(당대 사람들이 설정한 아시아와 미주를 잇는 가상의 해협)을 탐험하러 떠난 그리스인 탐험가 후안 데 푸카의 이름을 따서 붙여졌다.

## 같이 보기
- 후안 데 푸카